# Sylvain Hanquez
Pour les articles homonymes, voir Hanquez.
Sylvain Hanquez est un footballeur français, né le 16 janvier 1958 à Rue (Somme) et mort le 3 août 2025. Il joue au poste de milieu de terrain de la fin des années 1970 jusqu'au milieu des années 1990.

## Biographie
Sylvain Hanquez est arrivé au SC Abbeville en 1979. Le club montera en Division 2 en 1980.
Son principal fait d'armes est de tenir tête au Paris Saint-Germain le 12 mars 1983, lors du 1/16e de finale de Coupe de France, où Abbeville gagne le match retour 1-0 au stade Paul-Delique, après avoir perdu 2-0 à l'aller au Parc des Princes.
Il dispute un total de 161 matchs en Division 2 entre 1980 et 1989, inscrivant 15 buts.
Son premier fils Laurent (né en 1988 à Abbeville) a joué au SC Abbeville de son enfance jusqu'à 2015 (CFA2 - DH) avant de partir au Eu FC (DH) puis joue à Miannay (Régional) depuis janvier 2016.
Son deuxième fils Antony (né en 1992) joue pour la réserve du SC Abbeville depuis 2021 en Division 1 district.

## Carrière
- jusqu'en 1979:  : US Quend (District)
- 1979-1994 :  : SC Abbeville (CFA - D2 - DH - Régional - DH)